# Raionul Sosnîțea, Cernihiv
Sosnîțea (în ucraineană Сосницький район, transliterat: Sosnîțkîi raion) este un raion în regiunea Cernigău, Ucraina. Reședința sa este așezarea de tip urban Sosnîțea.

## Demografie
Componența lingvistică a raionului Sosnîțea
     Ucraineană (98,4%)
     Rusă (1,44%)
     Alte limbi (0,12%)
Conform recensământului din 2001, majoritatea populației raionului Sosnîțea era vorbitoare de ucraineană (98,4%), existând în minoritate și vorbitori de rusă (1,44%).